# Ectomychus africanus
Ectomychus africanus is een keversoort uit de familie zwamkevers (Endomychidae). De wetenschappelijke naam van de soort werd in 1944 gepubliceerd door Strohecker.